# Vicente Yángüez "El Chano"
Vicente Yangüez Santalla (Madrid, 21 de octubre de 1972), apodado El Chano, es un banderillero español que está inscrito dentro del Registro de Profesionales Taurinos, dependiente del Ministerio de Cultura, con el número 222. Desde 2014 ha desarrollado su carrera profesional como atleta de deporte adaptado en modalidades de handbike y kárate; preparándose como candidato paralímpico para los Juegos Paralímpicos de Río de Janeiro 2016.

## Biografía
Vicente Yágüez, nacido en Madrid en 1972, ha estado vinculado al mundo del toro desde su nacimiento, siendo sobrino del también torero  Clemente Yángüez y primo del matador de toros Oscar Yángüez "El Millonario".

## Trayectoria taurina

### Novillero sin picadores
El torero madrileño inició su carrera en la Escuela Taurina de Parla (Madrid), donde toreó algunos festejos dentro del escalafón menor. La falta de contrataciones llevó a Vicente Yángüez a participar en las capeas de los pueblos de Guadalajara y tras esto, en octubre de 1990, se viste como torero de plata a las órdenes del novillero Jesús Romero en la Plaza de toros de El Vellón (Madrid), en una novillada con picadores. 

### Banderillero
A partir de entonces cambia su carné profesional como banderillero, pasando a actuar bajo las órdenes de la torera Cristina Sánchez o el diestro francés Fernández Meca. Tras estos primeros años de profesión, consigue colocarse dentro de la cuadrilla de Fernando Cepeda y actuando de plata junto a toreros como El Niño de la Taurina o Javier Vázquez. En los años 90, además de banderillear junto a estos toreros también formó parte eventual de las cuadrillas de Javier Vázquez y David Luguillano. 
A partir de 2001, con el inicio de la carrera del madrileño César Jiménez, El Chano consigue algunos de los años más brillantes de su carrera; llegando, incluso, a salir a hombros junto a su matador en la Plaza de toros de Parla en el año 2004. En estas temporadas y en las posteriores, donde se colocó entre las filas de Miguel Abellán y El Cordobés, el banderillero de Parla destacó por su habilidad con los palos así como con el capote de brega.

### Percances
Vicente Yángüez "El Chano", a lo largo de su carrera ya ha había tenido diferentes percances entre las astas del toro. Sin embargo, el percance más grave tuvo lugar en la Plaza de toros de Ávila el 13 de julio de 2012, actuando bajo las órdenes de la novillera Milagros del Perú. Al intentar banderillear a al sexto novillo de La Glorieta, sacándoselo desde el estribo hasta los medios, el banderillero perdió los pies y fue volteado de forma estrepitosa, lesionándolo gravemente. 

Tras un primer reconocimiento, el equipo médico del Hospital Universitario Virgen de la Vega (Salamanca) se diagnosticó una fractura de la vértebra L1, además de una fisura en la médula espinal. El torero madrileño, en una entrevista a El País hizo las siguientes declaraciones tras el percance: 
"Sé perfectamente lo que tengo, lo sé desde el momento que caí al ruedo y noté como me estallaba la vértebra. Esto tiene muy mala pinta, pues no tengo sensibilidad alguna en las piernas, y ahora solo toca esperar a que los doctores me confirmen que es el final definitivo". "Aparte de la fractura de la vértebra L1, me han dicho que tengo una fisura en la médula espinal, eso lo confirmarán cuando me operen, pero sé que lo que tengo es muy gordo. El novillo de anoche me ha buscado la ruina. Pero no queda otra que tirar para adelante por muy duro que sea a partir de ahora. No me voy a derrumbar y, sobre todo por los míos, voy a luchar muchísimo"
Tras el accidente El Chano fue trasladado al Hospital Nacional de Parapléjicos de Toledo, donde fue sometido a una dura rehabilitación, que duró más de siete meses. Tras su salida del hospital, el banderillero madrileño inició su preparación física como deportista adaptado.

## Trayectoria deportiva
En 2014, la torera Cristina Sánchez promovió la organización de un festival benéfico para recaudar fondos para Vicente Yángüez, con el fin de sufragar los gastos de preparación del torero como participante en los Juegos Paralímpicos de Río de Janeiro 2016. El reto profesional era aspirar a superar las marcas que El Chano había logrado en la modalidad de Hand bike en el Campeonato de España, donde quedó en cuarta posición.
En 2017, tuvo lugar otra gran cuestación a beneficio del banderillero de Parla, con el objetivo de contribuir a la preparación del torero para las inminentes citas olímpicas. En este caso, contó con el respaldo de personalidades de la sociedad española como la infanta Elena de Borbón, el ministro de Educación y Cultura José Ignacio Wert o el presidente del Consejo Superior de Deportes y de la Fundación Deporte Joven, Miguel Cardenal.

### Premios deportivos
- 2015: Segundo puesto en la VII Carrera Ponle Freno Madrid, en la modalidad de handbike, celebrada el 28 de noviembre de 2015, donde consiguió una marca de 21 minutos y 13 segundos.[11]
- 2016: Segundo puesto en la Maratón Adaptada de Nueva York, en la modalidad de handbike, celebrada en 2016.[12]
- 2017: Segundo puesto en la X Carrera Liberty Seguros, celebrada en Madrid el 28 de mayo de 2017, donde consiguió una marca de 18 minutos y 18 segundos.[13]
- 2019: Primer premio en la XII Carrera Liberty Seguros, celebrada en Madrid el 19 de mayo de 2019, donde consiguió una marca de 19 minutos y 28 segundos.[14]
- 2019: Subcampeón de los II Juegos Para-Inclusivos de la Comunidad de Madrid, en la modalidad de kárate en silla de ruedas.[15]